# Онтология детства
«Онтология детства» — рассказ современного русского писателя Виктора Пелевина.

## Содержание
Действие рассказа происходит в тюрьме, где родился и вырос герой-повествователь. Будучи взрослым, в нём ещё остались воспоминания о детских впечатлениях от постижения окружающего мира. Эти воспоминания о детстве являются для него единственным счастьем. Итогом размышлений героя является осознание, что мера счастья не зависит от человека: «Дело в том, что мир придуман не людьми… И какая разница, что является поводом, если вырабатываемое душами счастье одинаково? Есть норма счастья, положенного человеку в жизни, и что бы с ним ни происходило, этого счастья не отнять». Таким образом он приходит к буддистскому пониманию смысла жизни.
Помимо рассуждений о счастье и покое, одной из главных тем рассказа является свобода. Рассказ представляет собой воспоминание-размышление о свободе, которую человек может познать только в детстве, пока взрослые ещё не сделали из него себе подобное существо, монотонно проживающее дни, складывающиеся в года, а затем становящиеся жизнью. Вечная тема Пелевина, присутствующая в каждом его произведении под тем или иным ракурсом. Через рассказ проходит мысль, что истинная свобода не зависит от внешних обстоятельств, а является внутренним ощущением. Став частью мира взрослых герой теряет детскость и, соответственно, свободу: «Предмет не меняется, но что-то исчезает, пока ты растешь. На самом деле это „что-то“ теряешь ты, необратимо проходишь каждый день мимо самого главного, летишь куда-то вниз — и нельзя остановиться».
Описывая «внутреннюю тюрьму» автор раскрывает самоидентичность героя: «В мире нет ничего страшного. Во всяком случае, до тех пор, пока этот мир говорит с тобой; потом, с какого-то непонятного момента, он начинает говорить тебе».
В рассказе затрагивается тема онтологичности и символичности вещей. Рассказчик вспоминает, что в детстве «существовало много вещей и событий, готовых по первому твоему взгляду раскрыть свою подлинную природу». Обычные повседневные вещи заменяют ребёнку сказки и указывают на иной мир: «Вертикальный барашек в щели между кирпичами и был первым утренним приветом от огромного мира, в котором мы живём…». Однако по мере взросления героя онтологичность вещей теряется: «Окружающие предметы потеряли самое главное — какое-то совершенно неопределимое качество».

## Публикация
Рассказ впервые опубликован в составе первого авторского сборника Пелевина «Синий фонарь» (1991), а также в сборнике «Миттельшпиль» и под одной обложкой с повестью «Желтая стрела».